# Miloslav Hořava (ishockeyspelare född 1961)
Miloslav Hořava, född 14 augusti 1961 i Kladno i dåvarande Tjeckoslovakien, är en f.d ishockeyspelare som var med och tog silver i OS i Sarajevo 1984 och brons OS i Albertville 1992 med Tjeckoslovakiens herrlandslag i ishockey. Han var aktiv spelare 1981 – 2000 och är numera tränare.
Han spelade tre säsonger för New York Rangers och tre för Modo Hockey. I april 2009 utsågs han till coach för Modo Hockey men fick sparken efter halva säsongen och ersattes av Hannu Aravirta.
Han är far till ishockeyspelaren Miloslav Hořava.